# 永新 (唐朝)
永新（820年二月）是唐穆宗的第一個年號，共计1年。
永新元年，唐穆宗廢止永新年號，只稱元和十五年。

## 紀年
| 永新 | 元年  |
| ---- | ----- |
| 公元 | 820年 |
| 干支 | 庚子  |

## 同期存在的其他政权年号
- 中國
  - 建興（819年－830年）：渤海—渤海宣王大仁秀之年號
  - 大豐（820年－823年）：南詔—勸利晟之年號
  - 保和（824年－839年）：南詔—勸豐祐之年號
  - 彝泰（815年－838年）：吐蕃—可黎可足贊普赤祖德贊之年號
- 日本
  - 弘仁（810年－824年）：平安時代—嵯峨天皇之年號
  - 天長（824年－834年）：平安時代—淳和天皇之年號

## 參看
- 中國年號索引

## 文內注釋
1. ↑  黄永年.1992-6.唐元和后期党争与宪宗之死: 元和十五年正月二十七日（820年2月14日）庚子憲宗被殺，二十八日辛丑穆宗即位，以事屬政局特殊變動，在當年二月五日丁丑即提前改元永新，但稍後感到如此做法易引起人們對帝位交替産生疑問，於鞏固統治轉形不利，乃又取消此永新年號而按正常辦法在第二年正月三日辛丑改元長慶，同時將元和十五年二月五日丁丑赦文中改元永新之文字删除，其他文字中有永新年號者也一律竄易或毀去。